# Matsgården

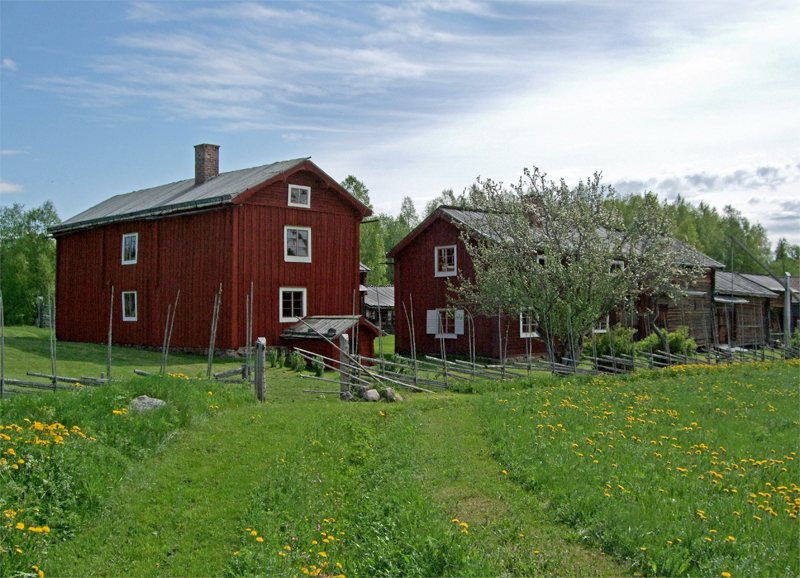
Matsgården i Östbjörka.

Matsgården är en gårdsbebyggelse belägen i sydöstra delen av Östbjörka, cirka åtta kilometer norr om Rättvik. Gården, som inköptes 1931 av Nordiska museet, omfattar elva hus samlade kring en rektangulär gårdsplan. Mangården kan härledas till 1600-talets mitt. Avsikten var att gården skulle flyttas till Skansen. Matsgården såldes 2005 till Rättviks kommun.

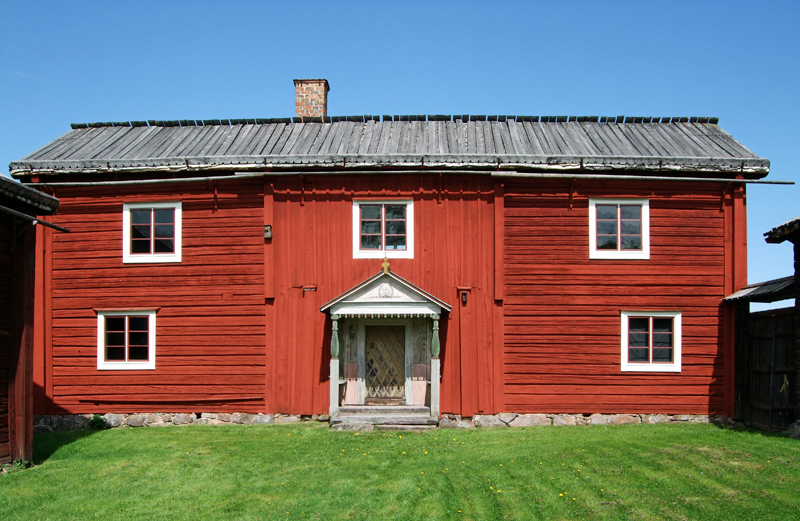
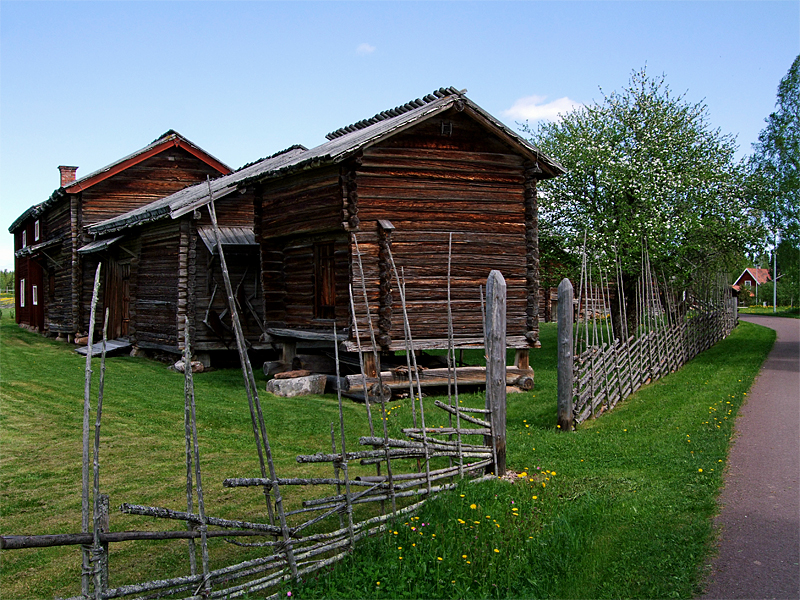
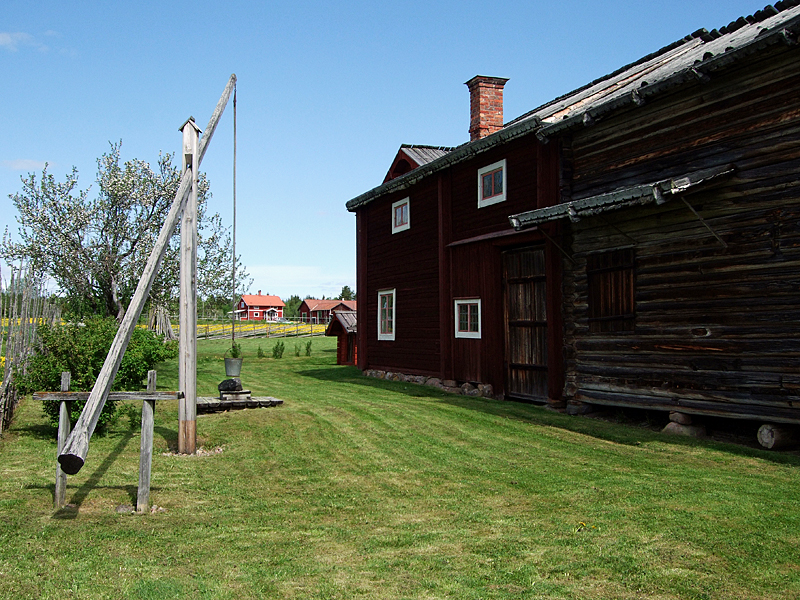